# Фазылзянов, Камиль Равилевич
Камиль Равилевич Фазылзянов (род. 31 октября 1997, Казань) — российский хоккеист, защитник. Мастер спорта России (2025).

## Биография
Воспитанник татарстанского хоккея. На молодёжном уровне играл за «Нефтехимик», который выбрал его на драфте КХЛ 2014 года под № 74. С сезона 2013/14 игрок команды МХЛ «Реактор» Нижнекамск. В сезоне 2016/17 дебютировал в КХЛ, сыграв за «Нефтехимик» 13 матчей. 8 марта 2018 был дисквалифицирован на пять матчей. Сезон 2018/19 провёл в команде ВХЛ ЦСК ВВС Самара. 21 мая 2019 года был обменян в «Ак Барс». Летом 2021 года появлялась информация о переходе Фазылзянова в «Сибирь». Затем он заключил с «Ак Барсом» двусторонний контракт, хотя настаивал на одностороннем. Сезон 2021/22 провёл в аренде в «Адмирале». Затем — игрок команд ВХЛ «Барс» Казань (2022/23) и «Нефтяник» Альметьевск (с 2023/24).
Провёл два матча за сборную России на Кубке «Карьялы» 2019.